# 分离性障碍
是一组心理障碍，其特征为“意识、记忆、身份、情绪、感知、身体知觉、运动控制及行为等方面的整合发生重大中断或破碎”。此类障碍通常涉及非自主性的解离反应，是一种无意识的心理防御机制，目的是帮助个体在面对创伤性压力时将痛苦经验从主观意识中分离。
某些分离性障碍由严重的心理创伤引发，而人格解体-现实解体障碍则可能由较轻的压力、精神活性物质影响，或无明显诱因的情况下发作。
根据美国精神病学会《精神疾病诊断与统计手册第五版》（DSM-5），以下是主要的分离性障碍类型：
- 解离性身份识别障碍（DID，原称“多重人格障碍”）：表现为两个或以上不同人格状态之间的交替，且这些人格之间常存在记忆缺失。在严重个案中，主要人格对其他人格状态毫无察觉，而某些“副人格”则可能知晓所有人格状态。[21]

- 解离性遗忘症（原称“心因性遗忘症”）：个体无法回忆情景记忆，通常与创伤性或高压事件相关，是最常见的解离性障碍之一。发作可突然或逐渐发生，持续时间从数分钟到数年不等。[22][23] 原先独立分类的解离性游走现已作为“解离性遗忘症”的特指类型（specifier），但许多游走个案最终诊断为解离性身份识别障碍。[24]

- 人格解体-现实解体障碍（DpDr）：个体出现对自我或外部环境的脱离感，主观体验为“不真实”，但同时意识到这是一种感觉而非现实。典型表现包括情感淡漠、“灵魂出窍”体验、视觉模糊或失真、对熟悉事物的陌生感，甚至认不出镜中的自己。还可能出现对饥饿、口渴等身体感觉的缺失。部分患者每日持续经历上述症状，也有人以间歇性发作形式呈现，每次持续1小时以上。

- 《DSM-IV》中的“未另作分类的解离性障碍”被拆分为：其他特定解离性障碍（OSDD）与未特定解离性障碍（USDD）。这两个类别用于描述未完全符合其他标准的病态解离表现，包括尚无法明确分类或短暂性障碍等情况。[20] 其中，OSDD又细分多个子类型，OSDD-1属于解离性身份识别障碍谱系，在国际疾病分类中被称为“部分DID”。

在国际疾病分类第十一版（ICD-11）中，解离性障碍包括：
- 解离性神经症状障碍（又称“功能神经系统障碍”）
- 解离性遗忘症
- 伴随解离性游走的解离性遗忘症
- 恍惚障碍
- 附体现象恍惚障碍
- 完全型解离性身份识别障碍
- 部分型解离性身份识别障碍
- 人格解体-现实解体障碍

## 原因与治疗
解离性障碍通常被视为一种应对心理创伤的防御机制。患有此类障碍的人，往往在童年时期经历过长期的身体虐待、性虐待或情绪虐待；也有少数患者是在一个极具威胁性或高度不可预测的家庭环境中成长。然而，部分类型的解离性障碍也可能由成年后出现的创伤事件引发，如战争或亲人去世，这些并不一定涉及虐待。
尤其是解离性身份识别障碍（DID），在治疗时应避免赋予其超自然或神秘色彩。更科学的做法是将其视为其他心理疾病一样加以临床研究与治疗。

### 解离性身份识别障碍（DID）
成因： DID的成因仍具争议，主流观点认为其多起源于6至9岁之前的持续性童年创伤。 另有理论认为DID可能为治疗过程、幻想倾向或社会诱发因素的“非故意产物”。
治疗： 长期心理治疗可帮助改善患者生活质量，常见方法包括：
- 催眠疗法：帮助回忆并处理创伤经历；
- 艺术治疗：适用于难以言表情绪的表达；
- 认知疗法：识别并改变负面信念或行为；
- 药物治疗：如抗抑郁药、抗焦虑药或镇静剂。

尽管上述药物可用于缓解DID及其他解离性障碍的症状，但目前尚无专门用于治疗解离性障碍的特效药物。

### 解离性遗忘症
成因： 心理创伤是主要原因。虽然许多患者有童年虐待史，但这并非发病的必要条件。
治疗： 以心理咨询或心理社会治疗为主，主要通过与专业心理医生交流处理与障碍相关的情绪与记忆。在某些情况下，硫喷妥钠可用于协助恢复记忆。
遗忘发作可能持续数分钟至数年不等，若与创伤事件相关，则当个体脱离创伤环境后，记忆有可能逐渐恢复。

### 人格解体-现实解体障碍
成因： 尽管与其他解离性障碍的关联不如DID明显，但研究表明，该障碍与童年创伤，尤其是情绪忽视或虐待，有一定关联。此外，重大生活压力事件，如亲人突然去世，也可能诱发该障碍。
治疗： 治疗方式与解离性遗忘症相似。发作可能短至几秒钟，长则可持续多年。

## 神经科学

### 脑活动的差异
解离性障碍患者在多种脑区的活动上与常人存在明显差异，包括顶下小叶、前额叶皮质和边缘系统等区域。
与健康对照组相比，解离性障碍患者的前额叶活性通常更高，而边缘系统的活动则呈抑制状态。这种“皮层—边缘系统的抑制增强”被认为与典型的解离症状（如人格解体和现实解体）密切相关，这些反应被视为应对极端威胁或创伤事件的心理应激机制。
通过抑制边缘系统中如杏仁核等结构，大脑可降低过度激发水平。在解离型创伤后压力障碍中，既存在对情绪的过度控制（边缘结构被抑制），也存在情绪的控制不足（中额前皮质过度激活）。其中，中额前皮质的活性增加常与非解离性症状（如创伤重现、过度警觉）相关。

### 脑结构体积的差异
研究发现，解离性障碍患者在某些脑区（如海马体与杏仁核）的皮质与皮下结构体积普遍减少。
杏仁核体积减少被认为与解离状态下的情绪反应减弱有关；而海马体是学习与记忆的重要区域，其体积减少与DID和创伤后压力障碍中的记忆障碍相关。
脑部影像研究已证实海马体积减少与DID和PTSD相关联，这也进一步支持这些障碍的存在。同时，还有研究指出，海马体积与童年创伤存在负相关性，后者被认为是解离症状的潜在成因之一。

杏仁核

海马体

前额叶皮质

## 药物治疗
目前尚无可“治愈”或“根治”解离性障碍的专用药物，但可根据共病症状使用抗焦虑药或抗抑郁药进行辅助治疗。

## 诊断与流行病学
解离性障碍的终生患病率在一般人群中约为10%，在精神科住院患者中可高达46%。
诊断通常依赖于结构化临床访谈，如解离性障碍访谈量表（DDIS）和《DSM-IV解离性障碍结构化临床访谈修订版》（SCID-D-R），以及在访谈过程中的行为观察。
额外的信息，如解离经验量表、其他问卷、基于表现的测验、医疗或学业记录，以及来自配偶、父母或朋友的反馈也有助于诊断。 单次会面无法排除解离性障碍的可能，许多最终确诊的患者此前从未获得此诊断，部分原因是临床医生缺乏对解离症状的识别训练。
针对儿童与青少年，也开发了相应的测评工具，如青少年解离经验量表、青少年反应评估量表（REM-Y-71）、儿童主观解离体验访谈、儿童解离检查表（CDC）、儿童行为量表（CBCL）中的解离子量表，以及创伤症状量表中的解离部分。
研究发现，解离性障碍在门诊和低收入社区中也较为普遍。在一项研究中，贫困的市中心门诊人群中，解离性障碍的患病率达到了29%。
解离性障碍与转换障碍在分类、诊断与治疗策略上长期存在争议，其历史背景可追溯至“歇斯底里”的概念。目前主流诊断体系，如DSM-IV与ICD-10，在分类方式上也有所不同。
多数心理健康专业人员在诊断解离性障碍时仍持谨慎态度，常见于患者在接受DID诊断之前，已被诊断为重度抑郁障碍、焦虑障碍或创伤后压力障碍。
与自填量表相比，通过访谈方式进行的诊断对识别解离性障碍更有效。
由于诊断障碍的复杂性，解离性障碍的实际流行率尚不完全清楚。障碍的误解、对其症状的不熟悉、甚至对其存在的质疑，都导致了较低的诊断率与治疗率。
数据显示，仅有28%至48%的解离性障碍患者接受了心理健康相关治疗。 被误诊的患者往往面临更高的住院率、频繁的门急诊就诊以及更高的残疾率。
在司法环境中，诊断解离性障碍也存在挑战，例如个体可能伪造症状以逃避责任。研究显示，青少年罪犯中报告遗忘症的比例显著较高，约1%声称对暴力犯罪完全失忆，19%表示部分失忆。 也有案例显示，患有解离性身份识别障碍的被告，在庭审中依据不同“人格”可能作出相互矛盾的证词。
全球范围内，解离性障碍的患病率尚不明确，这部分受限于不同文化对情绪和大脑功能的理解差异。

## 儿童与青少年
解离性障碍（DD）普遍被认为与不良童年经历（如虐待与失落）有关，但在儿童和青少年中的症状往往未被识别或被误诊。
然而，一项中国西部的研究显示，公众对于儿童中存在的解离性障碍的认知有所提高。 研究指出，解离性障碍与患者的心理、生理和社会文化环境之间存在复杂关系。 该研究还指出，解离性障碍在西方国家或发展中国家更为常见，尽管在中国临床和非临床人群中也有确诊案例。
识别儿童解离症状具有挑战性，其原因包括：儿童难以表达自身内在体验；照护者可能忽略或掩盖虐待/忽视行为； 症状可能表现为微妙且短暂；而且与解离相关的记忆、情绪或注意力障碍，常被误判为其他疾病。
英国Beacon House指出，儿童中的解离常是未被察觉的“生存机制”，尤其在遭受创伤的儿童中较常见。 Dr. Shoshanah Lyons 指出，许多创伤儿童在脱离危险后仍持续解离，而且他们往往意识不到自己处于解离状态。
除了开发适用于儿童与青少年的评估工具（见前文），研究者也致力于提升解离识别能力，并深入探讨创伤导致的神经化学、功能性与结构性脑部异常。 有学者主张，识别无序依附（DA）可作为判断儿童是否存在解离障碍的线索之一。
2008年，Rebecca Seligman 与 Laurence Kirmayer 指出，童年创伤与个体发展出解离能力之间存在显著联系，且这些能力可能被长期用作应对压力的机制。
临床专家与研究人员普遍认为，应使用发展心理学视角来理解解离性障碍的症状与未来发展轨迹。 换言之，解离症状在不同年龄阶段可能以不同方式表现，个体在不同成长阶段的易感性亦有所差异。目前仍需进一步研究，探讨解离症状在不同发展阶段的表现机制与风险因素。 此外，也需要研究年轻患者的康复是否具有长期稳定性。

## 当前争议与DSM-5
关于解离性障碍的多个方面目前仍存在活跃的学术争议。首先，围绕解离性身份识别障碍（DID）的病因学仍有分歧。争议焦点在于：DID是否源自童年创伤或无序依附， 亦或是否具有生理机制，如自动触发的高血压、警觉性等反应，从而支持其作为跨物种的防御机制存在。
其次，学界也在探讨“作为防御机制的正常解离”与“病理性解离”之间是否存在质的差异。解离体验的表现从日常经验延伸至创伤后压力障碍（PTSD）、急性应激障碍（ASD）及正式的解离性障碍诊断之间存在连续性。
考虑到这种复杂性，DSM-5的工作小组曾考虑将解离性障碍划入创伤及压力相关障碍一章， 最终仍将其单列章节，以强调其与创伤障碍的紧密关系。 DSM-5 还新增了PTSD的“解离亚型”。
一篇2012年的综述文章支持这样一种观点：当前或近期的创伤可能会改变个体对过去事件的感知，从而引发解离状态。
然而，认知科学的实验研究不断挑战“解离”概念的有效性，其理论基础仍大多依赖皮埃尔·雅内提出的“结构性解离”模型。
即使“创伤/虐待”与“解离”之间的因果关系也受到质疑。有研究指出，这种关联多出现在西方文化背景下，而在某些非西方文化中，解离可能被视为“正常心理能力”的一部分。
另一种模型则提出：解离现象与睡眠-觉醒周期的不稳定性有关，这种不稳定会导致记忆错误、认知失误、注意力控制问题，以及难以区分幻想与现实。
近年来部分心理学家与网络社区倡导多意识体这一概念，认为DID等部分解离现象可理解为有多个意识或人格在同一身体内生活，这种状态可能是病理性的，但是在许多情况下也可以是健康的，甚至是积极的，是神经多样性的体现。一些人主动追求类似状态，如图帕（tulpa）实践。
围绕DD的争议也与西方与非西方文化差异密切相关。DID最初被认为仅存在于西方，直到跨文化研究证实其在全球范围内皆有出现。 然而，人类学界对西方文化中的解离现象研究相对较少，对“附体现象”在非西方社会的研究亦存在片面性。
尽管西方与非西方社会对解离现象的理解与分类不同，但两者仍体现了解离性障碍的某些普遍特征。例如，非西方社会中的萨满教仪式常涉及解离状态，但类似现象也存在于西方某些基督教教派（如“圣灵附体”）中。